# Museumsbahn Maribo–Bandholm

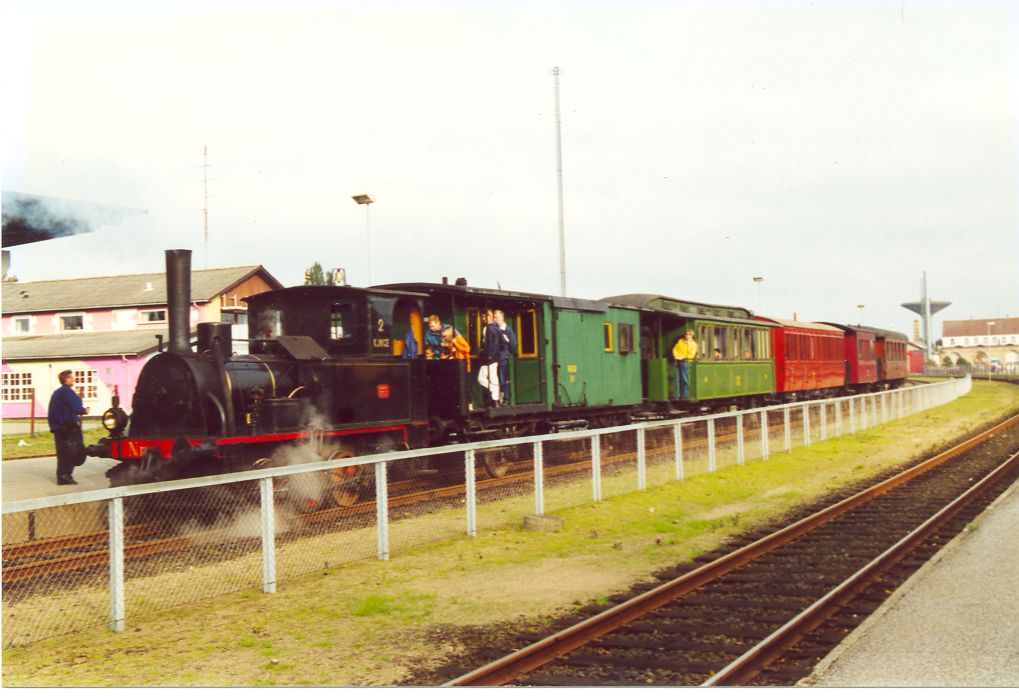
Ein Zug der Museumsbanen, gezogen von der Lok KJØGE

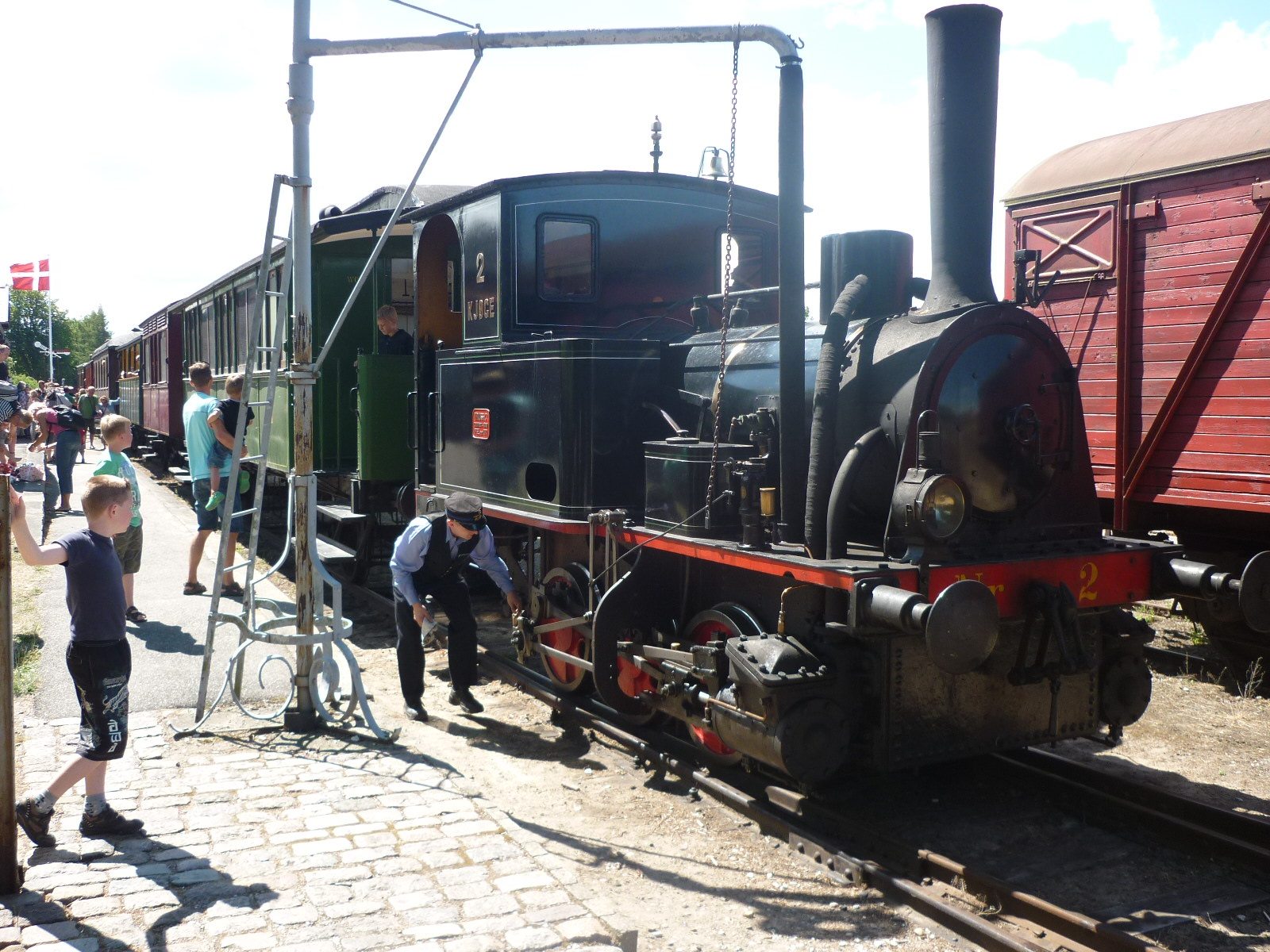
Lok KJØGE beim Tanken am Wasserkran im Bahnhof Bandholm

Die Museumsbahn Maribo–Bandholm (dänisch Museumsbanen Maribo-Bandholm) ist eine Museumseisenbahn, die auf der Bahnstrecke Maribo–Bandholm auf der dänischen Insel Lolland verkehrt. Sie ist die älteste Museumsbahn Dänemarks (gegründet 1962); Bahnanlagen und Fahrzeuge werden von Mitgliedern des Dänischen Eisenbahnklubs (dänisch Dansk Jernbane-Klub) gepflegt.

## Fahrbetrieb
Die Bahn verkehrt in den Sommermonaten fahrplanmäßig an mehreren Tagen pro Woche mehrmals pro Tag (2010: Mitte Juni bis Ende August; Dienstag, Donnerstag, Sonntag; ab Maribo: 10:00, 13:00, 15:00 Uhr).
Neben dem regulären Betrieb gibt es über das ganze Jahr einige öffentliche Sonderfahrten sowie die Möglichkeit, einen Zug zu besonderen Anlässen für eine Gruppenfahrt zu mieten.
Die Bahnstrecke verläuft zwischen Maribo im Zentrum von Lolland und dem Küstenort Bandholm im Norden der Insel. Der historische Bahnhof in Bandholm (Bj. 1869, 54° 50′ 8,5″ N, 11° 28′ 55,3″ O) ist Sitz des Betriebsbüros der Museumsbahn; die Lok- und Waggonschuppen befinden sich in Maribo (54° 46′ 42,5″ N, 11° 30′ 37,1″ O). Insbesondere im Bereich des Bahnhofes Maribo werden teilweise Bahnanlagen der Lollandsbane mitbenutzt.

## Fuhrpark
Die Bahn verfügte 2010 über fünf fahrtüchtige historische Lokomotiven, davon zwei Dampflokomotiven und drei Dieselloks, sowie zwei Dieseltriebwagen und etwa 15 historische Waggons. Neben diesen Fahrzeugen gibt es eine Reihe weiterer Lokomotiven und Waggons, die sich in der Renovierung befinden und die in absehbarer Zeit fahrtüchtig gemacht werden sollen.
Die fahrtüchtigen Lokomotiven sind:
| Typ            | Nr. (Name) | Hersteller                       | Baujahr (Nr.) | Achsfolge | Nutzungshistorie | Status     |
| -------------- | ---------- | -------------------------------- | ------------- | --------- | --- | ---------- |
| Dampflok       | 2 (KJØGE)  | Krauss & Cie                     | 1879 (761)    | C         | gebaut für Østsjællandske Jernbane Selskab (ØSJS, "Østbanen", Køge-Faxe/Rødvig), ab 1910 Zuckerfabrik Nykøbing, ab 1963 Museumsbanen | Fahrbereit |
| Dampflok       | 19         | Henschel                         | 1920 (17887)  | 1'C       | vormals Lollandske Jernbane (LJ), ab 1965 Museumsbanen                                                                               | Fahrbereit |
| Dieseltriebw.  | 1 (M)      | Diesel-Elektriska Vagn AB (DEVA) | 1921 (16)     |           | vormals Lollandske Jernbane (LJ) | Fahrbereit |
| Dieseltriebw.  | 9 (M)      | Frichs                           | 1934 (154)    |           | vormals Lollandske Jernbane (LJ) | Fahrbereit |
| Rangiertraktor | 143        | Frichs                           | 1959 (632)    |           | vormals Danske Statsbaner (DSB) | Fahrbereit |
| Diesellok      | 3 (T)      | HFHJ                             | 1956          |           | vormals Hillerød-Frederiksværk-Hundested Jernbane (HFHJ)                                                                             | Fahrbereit |
| Diesellok      | 11 (M)     | Frichs                           | 1937 (283)    |           | vormals Lollandske Jernbane (LJ) | Fahrbereit |